# Ultima bârfă
Ultima bârfă (engleză The Latest Buzz) este un serial canadian pentru adolescenți produs de Decode Entertainment care s-a difuzat pe canalul Family din 1 septembrie 2007 până în 19 aprilie 2010. Este primul serial original al canalului Family cu cameră multiplă.
În România, serialul a avut premiera pe Cartoon Network începând din data de 1 septembrie 2008, difuzându-se doar 39 de episoade. Mai târziu, s-a difuzat pe Megamax.

## Premis
În acest serial este vorba despre cinci adolescenți care lucrează la o revistă numită Bârfa tinerilor (en. Teen BUZZ). În loc să fie în clasă, cei cinci tineri scriitori își petrec ultima perioadă din zi în biroul revistei, învățând despre lumea rapidă a editării.

## Personaje
- Rebecca Harper - Rebecca este o fată ce este serioasă în privința oricărui lucru. Ea este strictă în munca ei, însă știe cum să se distreze. Este fericită, dornică și tocilară, având nenumărate vise deoarece este singura membră din grup care chiar vrea să devină jurnalist cu adevărat. Rebecca lucrează lucrează la rubrica Probelmele elevilor (en. Student Issues) a revistei, de asemenea știută ca În multe cuvinte (en. In So Many Words). Replica sa comună este "O, doamne!". Rebecca și-a pierdut mama când era mică. De asemenea ei îi place baseballul și mereu joacă acest sport când se simte tristă. Este și foarte îndrăgostită de Noah.
- Wilder Gulliver Atticus Wilder - Wilder este un băiat nefocusat, leneș dar cu o inimă bună. El nu știe nimic despre nimic exceptând sporturile, jocurile și întâlnirile. Wilder lucrează pe rubrica Joacă (en. Game On) a revistei.
- Michael Theodor Davies - Michael este un scriitor excentric ce vrea tot timpul să găsească povești mare pe care să le scrie. Este un tip tare ce are tot timpul multe de spus despre orice. Niciodată el nu pleacă fără camera sa și încearcă să găsească noutăți despre celebrități. Se crede și un costumier fenomenal. El este și un fan al musicălului Good Witch Bad Witch (o parodie a lui Wicked) și este văzut frecvent fredonându-l. De obicei spune că face un anumit lucru dar de fapt nu îl face. Michel lucrează la rubrica Gossip a revistei (sau știută ca Name Dropping).
- Noah Brent Jackson - Noah este un băiat sarcastic care se ia în mod frecvent de ceilalți, și este considerat un jucăuș inadaptabil. Mai este și amuzant și lumea contează pe el pentru o remarcă isteață sau sarcastică. Este și foarte îndrăgostit de Rebecca și devine jelos când altcineva flirtează cu ea. Noah lucrează la rubrica Muzică (en. Music) a revistei.
- Amanda Pierce - Amanda este fiica deținătorului revistei ce obține tot timpul ceea ce vrea și trăiește o viață fermecată, fiind foartă deșteaptă. Uneori face prea pe șefa, cat atunci când ea a l-a hărțuit pe asistentul tatălui ei, însă este bună la suflet și vrea să ajungă o cântăreață. Wilder pare a vea sentimente pentru ea. Amanda lucrează la rubrica Moda mai departe (en. Fashion Forward) a revistei.
- Domnul Andrew Shepherd - Domnul Shepherd este profesorul de studii media ale școlii, unde toți scriitorii revistei învață la clasa sa. El are sentimente pentru DJ, pe care acesta le-a bănuit de mult. Conform lui DJ, domnul Shepherd câștigă mereu. Mai târziu cei doi se implică și se mărită în ultimul sezon al serialului. Mereu cei cinci scriitori îl întrerupe pe acesta în pauza de masă cerându-i sfaturi.
- DJ (Dianne Jeffries) - DJ este editoarea revistei Bârfa tinerilor. Ea este frumoasă și drăguță, deși nu are noroc în legătură cu dragostea și mereu era văzută la telefon vorbind cu mama ei judecătoare. De asemenea, ea este îndrăgostită de domnul Andrew iar mai târziu, în ultimul sezon al serialului, aceștia devin un cuplu și mai pe urmă se căsătoresc. DJ este ca o mamă pentru cei cinci scriitori.

## Episoade
Episoadele nu au fost prezentate cu titluri în română.
| Premiera originală | Premiera în România | Nr | Titlu englez                       |
| ------------------ | ------------------- | -- | ---------------------------------- |
|                    |                     |    |                                    |
| PRIMUL SEZON       |                     |    |                                    |
|                    |                     |    |                                    |
| 01.09.2007         | 01.09.2008          | 01 | The First Issue                    |
|                    |                     |    |                                    |
| 08.09.2007         | 02.09.2008          | 02 | The Parrot Issue                   |
|                    |                     |    |                                    |
| 15.09.2007         | 03.09.2008          | 03 | The Competition Issue              |
|                    |                     |    |                                    |
| 22.09.2007         | 04.09.2008          | 04 | The Cover Boy Issue                |
|                    |                     |    |                                    |
| 13.10.2007         | 08.09.2008          | 05 | The Extreme Issue                  |
|                    |                     |    |                                    |
| 20.10.2007         | 05.09.2008          | 06 | The Obsession Issue                |
|                    |                     |    |                                    |
| 27.10.2007         | 09.09.2008          | 07 | The Cheerleader Issue              |
|                    |                     |    |                                    |
| 03.11.2007         | 10.09.2008          | 08 | The Live Issue                     |
|                    |                     |    |                                    |
| 10.11.2007         | 11.09.2008          | 09 | The Infamous Issue                 |
|                    |                     |    |                                    |
| 17.11.2007         | 12.09.2008          | 10 | The School Dance Issue             |
|                    |                     |    |                                    |
| 24.11.2007         | 15.09.2009          | 11 | The Deadline Issue                 |
|                    |                     |    |                                    |
| 01.12.2007         | 22.10.2008          | 12 | The Take Charge Issue              |
|                    |                     |    |                                    |
| 15.12.2007         | 16.09.2008          | 13 | The Gala Issue                     |
|                    |                     |    |                                    |
| SEZONUL 2          |                     |    |                                    |
|                    |                     |    |                                    |
| 05.09.2008         | 18.09.2008          | 14 | The Dating Issue                   |
|                    |                     |    |                                    |
| 05.09.2008         | 19.09.2008          | 15 | The Parents Issue                  |
|                    |                     |    |                                    |
| 17.10.2008         | 22.09.2008          | 16 | The Sneaky Issue                   |
|                    |                     |    |                                    |
| 24.10.2008         | 23.09.2008          | 17 | The Power Tripping Issue           |
|                    |                     |    |                                    |
| 31.10.2008         | 24.09.2008          | 18 | The Showdown Issue                 |
|                    |                     |    |                                    |
| 07.11.2008         | 25.09.2008          | 19 | The Peer Pressure Issue            |
|                    |                     |    |                                    |
| 21.11.2008         | 26.09.2008          | 20 | The Fake Out Issue                 |
|                    |                     |    |                                    |
| 28.11.2008         | 29.09.2008          | 21 | The It Girl Issue                  |
|                    |                     |    |                                    |
| 28.11.2008         | 30.09.2008          | 22 | The Rock Out Issue                 |
|                    |                     |    |                                    |
| 05.12.2008         | 01.10.2008          | 23 | The Face The Music Issue           |
|                    |                     |    |                                    |
| 12.12.2008         | 02.10.2008          | 24 | The Star Power Issue               |
|                    |                     |    |                                    |
| 19.12.2008         | 03.10.2008          | 25 | The Second Chances Issue           |
|                    |                     |    |                                    |
| 02.01.2009         | 06.10.2008          | 26 | The Wonderful Wizard of Buzz Issue |
|                    |                     |    |                                    |
| 09.01.2009         |                     | 27 | The First Impressions Issue        |
|                    |                     |    |                                    |
| 16.01.2009         |                     | 28 | The Makeover Issue                 |
|                    |                     |    |                                    |
| 23.01.2009         |                     | 29 | The Breakup Issue                  |
|                    |                     |    |                                    |
| 30.01.2009         |                     | 30 | The Halloween Issue                |
|                    |                     |    |                                    |
| 13.02.2009         |                     | 31 | The Happy Holidays Issue           |
|                    |                     |    |                                    |
| 02.03.2009         |                     | 32 | The Pet Peeves Issue               |
|                    |                     |    |                                    |
| 03.03.2009         |                     | 33 | The Secrets Issue                  |
|                    |                     |    |                                    |
| 04.03.2009         |                     | 34 | The Shape Up Issue                 |
|                    |                     |    |                                    |
| 05.03.2009         |                     | 35 | The Crush Issue                    |
|                    |                     |    |                                    |
| 06.03.2009         |                     | 36 | The Boy Trouble Issue              |
|                    |                     |    |                                    |
| 16.03.2009         |                     | 37 | The Kiss Off Issue                 |
|                    |                     |    |                                    |
| 23.03.2009         |                     | 38 | The Boys vs. Girls Issue           |
|                    |                     |    |                                    |
| 06.04.2009         |                     | 39 | The Summer Bash Issue              |
|                    |                     |    |                                    |
| SEZONUL 3          |                     |    |                                    |
|                    |                     |    |                                    |
| 20.04.2009         |                     | 40 | The Back To School Issue           |
|                    |                     |    |                                    |
| 27.04.2009         |                     | 41 | The Hot Or Not Issue               |
|                    |                     |    |                                    |
| 04.05.2009         |                     | 42 | The Love Me, Love Me Not Issue     |
|                    |                     |    |                                    |
| 11.05.2009         |                     | 43 | The Weekend Issue                  |
|                    |                     |    |                                    |
| 18.05.2009         |                     | 44 | The Just Friends Issue             |
|                    |                     |    |                                    |
| 05.10.2009         |                     | 45 | The Love Triangle Issue            |
|                    |                     |    |                                    |
| 12.10.2009         |                     | 46 | The Date Night Issue               |
|                    |                     |    |                                    |
| 19.10.2009         |                     | 47 | The Bully Issue                    |
|                    |                     |    |                                    |
| 26.10.2009         |                     | 48 | The Double Trouble Issue           |
|                    |                     |    |                                    |
| 20.11.2009         |                     | 49 | The Bollywood Issue                |
|                    |                     |    |                                    |
| 07.12.2009         |                     | 50 | The Truth Hurts Issue              |
|                    |                     |    |                                    |
| 14.07.2009         |                     | 51 | The Career Day Issue               |
|                    |                     |    |                                    |
| 04.01.2010         |                     | 52 | The Into The Future Issue          |
|                    |                     |    |                                    |
| 05.01.2010         |                     | 53 | The Buzz Club Issue                |
|                    |                     |    |                                    |
| 06.01.2010         |                     | 54 | The Extreme Shakespeare Issue      |
|                    |                     |    |                                    |
| 07.01.2010         |                     | 55 | The Mum's The Word Issue           |
|                    |                     |    |                                    |
| 08.01.2010         |                     | 56 | The Third Wheel Issue              |
|                    |                     |    |                                    |
| 11.01.2010         |                     | 57 | The Plan B Issue                   |
|                    |                     |    |                                    |
| 12.01.2010         |                     | 58 | The Comeback Issue                 |
|                    |                     |    |                                    |
| 13.01.2010         |                     | 59 | The Issue Issue                    |
|                    |                     |    |                                    |
| 14.01.2010         |                     | 60 | The Switcheroo Issue               |
|                    |                     |    |                                    |
| 15.01.2010         |                     | 61 | The Live From Teen Buzz Issue      |
|                    |                     |    |                                    |
| 25.01.2010         |                     | 62 | The Hip Hop Issue                  |
|                    |                     |    |                                    |
| 05.04.2010         |                     | 63 | The You're Toast Issue             |
|                    |                     |    |                                    |
| 12.04.2010         |                     | 64 | The Meet The Wilders Issue         |
|                    |                     |    |                                    |
| 19.04.2010         |                     | 65 | The Final Issue                    |
|                    |                     |    |                                    |

## Legături externe
- Ultima bârfă la Internet Movie Database